# Giaime Pala
Giaime Pala (Milà, Itàlia, 1976). Professor d'universitat i historiador.
Doctor en Història per l'Institut Universitari d'Història Jaume Vicens Vives de la Universitat Pompeu Fabra. Professor associat d'Història Contemporània a la Universitat Autònoma de Barcelona i a la Universitat de Girona.
Els seus interessos historiogràfics se centren en la història de la cultura i dels intel·lectuals i en la història de l'antifranquisme català, temes sobre els quals ha publicat contribucions en diferents obres col·lectives i articles en revistes especialitzades. És especialista en la història dels moviments comunista i antifranquista a Catalunya i Espanya, temes sobre els quals ha publicat monografies i articles en revistes especialitzades com Afers, Historia y Política, Historia contemporánea, Cahiers de civilisation espagnole contemporaine, Spagna contemporanea, Recerques, Els Marges, Cercles, Mientras Tanto, Italia contemporanea i Sàpiens. També ha escrit assajos sobre el pensament i l'acció d'Antonio Gramsci i de Piero Gobetti. Forma part del consell de redacció de "Segle XX. Revista catalana d'història" i del Centre d'Estudis dels Moviments Socials de la Universitat Pompeu Fabra.
És coautor i editor de diversos llibres, entre ells El inicio del fin del mito soviético. Los comunistas occidentales ante la invasión de Praga (El Viejo Topo, 2008), Gramsci y la sociedad intercultural (Montesinos, 2014), "Les mans del PSUC. Militància" amb Josep Puigsech (2017).

## Obres
- Cultura clandestina. Los intelectuales del PSUC bajo el franquismo. Granada: Comares, 2016.
- El PSUC. L'antifranquisme i la política d'aliances a Catalunya (1956-1977). Barcelona: Base, 2011.